# Chomp!
Chomp! è un videogioco pubblicato nel 1989 da Cosmi Corporation per Commodore 64, in cui si controlla un pesce rosso nel tentativo di fuggire dal negozio di animali.

## Modalità di gioco
Il gioco è bidimensionale, con visuale di profilo e scorrimento orizzontale. Il giocatore muove il pesce rosso, che può nuotare orizzontalmente o diagonalmente in tutti i versi, e con la necessaria rincorsa fare salti fuori dall'acqua.
Si comincia nella boccia di vetro, priva di altri pesci, dalla quale dopo aver mangiato artemie a sufficienza si può saltare nel vicino acquario tropicale, molto più grande. Si salta poi ad altri acquari adiacenti e infine dalla finestra si arriva al fiume, dopodiché si ricomincia al livello successivo.
I pericoli da evitare sono gli altri pesci, altre creature marine e occasionalmente la zampa del gatto o la rete della scimmietta che cercano di pescare il pesce. Oltre alle artemie, negli acquari si possono mangiare i pesci più piccoli e gli insetti acquatici. Continuando a raccogliere cibo si può crescere di dimensioni, acquisendo la capacità di mangiare pesci più grandi, viceversa in mancanza di cibo il pesce si rimpicciolisce fino a morire. È necessario anche mantenere il pesce in continuo movimento, altrimenti muore per mancanza di ossigeno.
Quando si perde una vita appare un'animazione della classica fine del pesce rosso, scaricato nel water.